# Barleeia tincta
Barleeia tincta är en snäckart som beskrevs av Guppy 1895. Barleeia tincta ingår i släktet Barleeia och familjen Barleeiidae. Inga underarter finns listade i Catalogue of Life.